# 国道169号

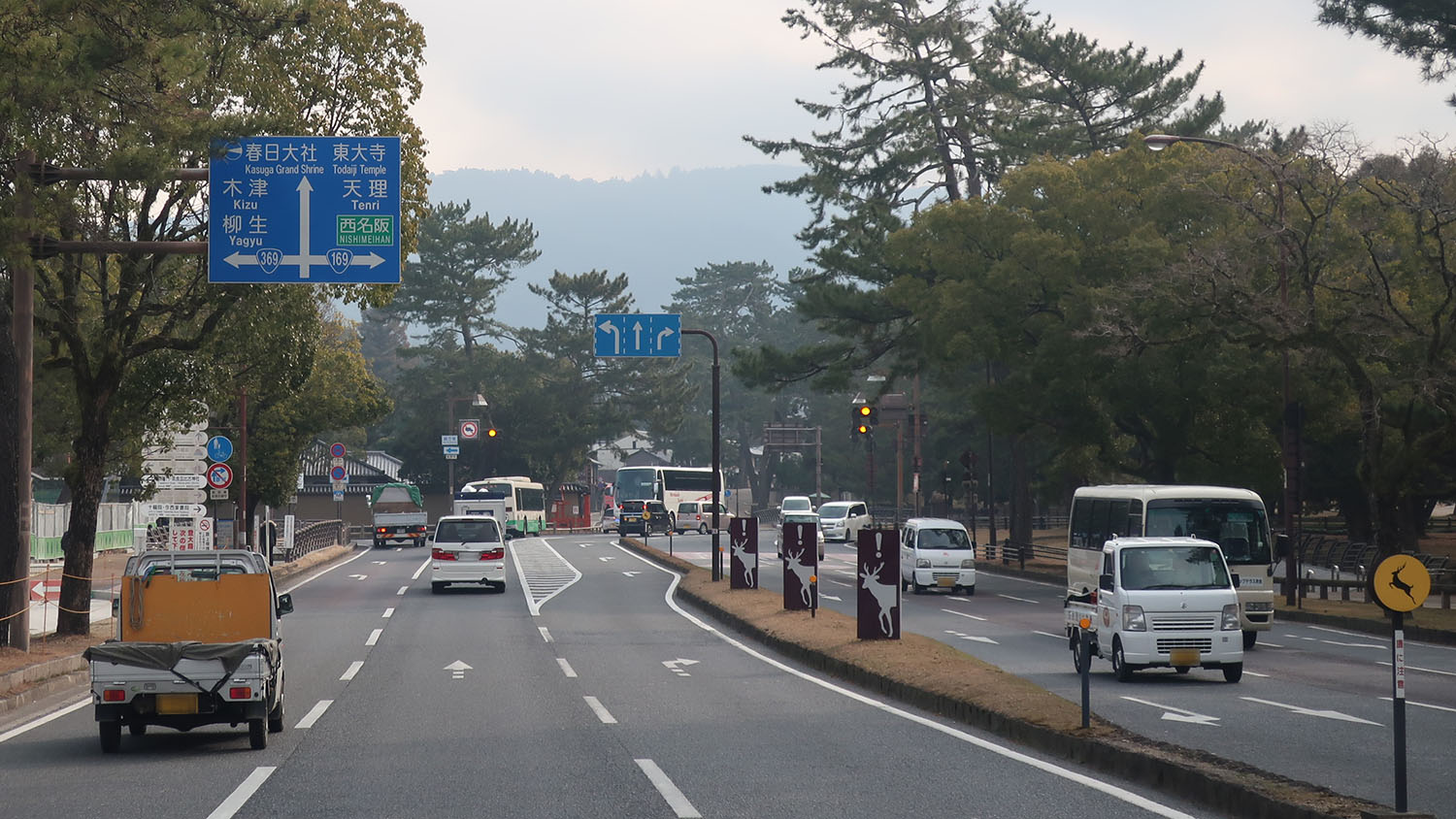
国道169号 起点
奈良県奈良市 県庁東交差点

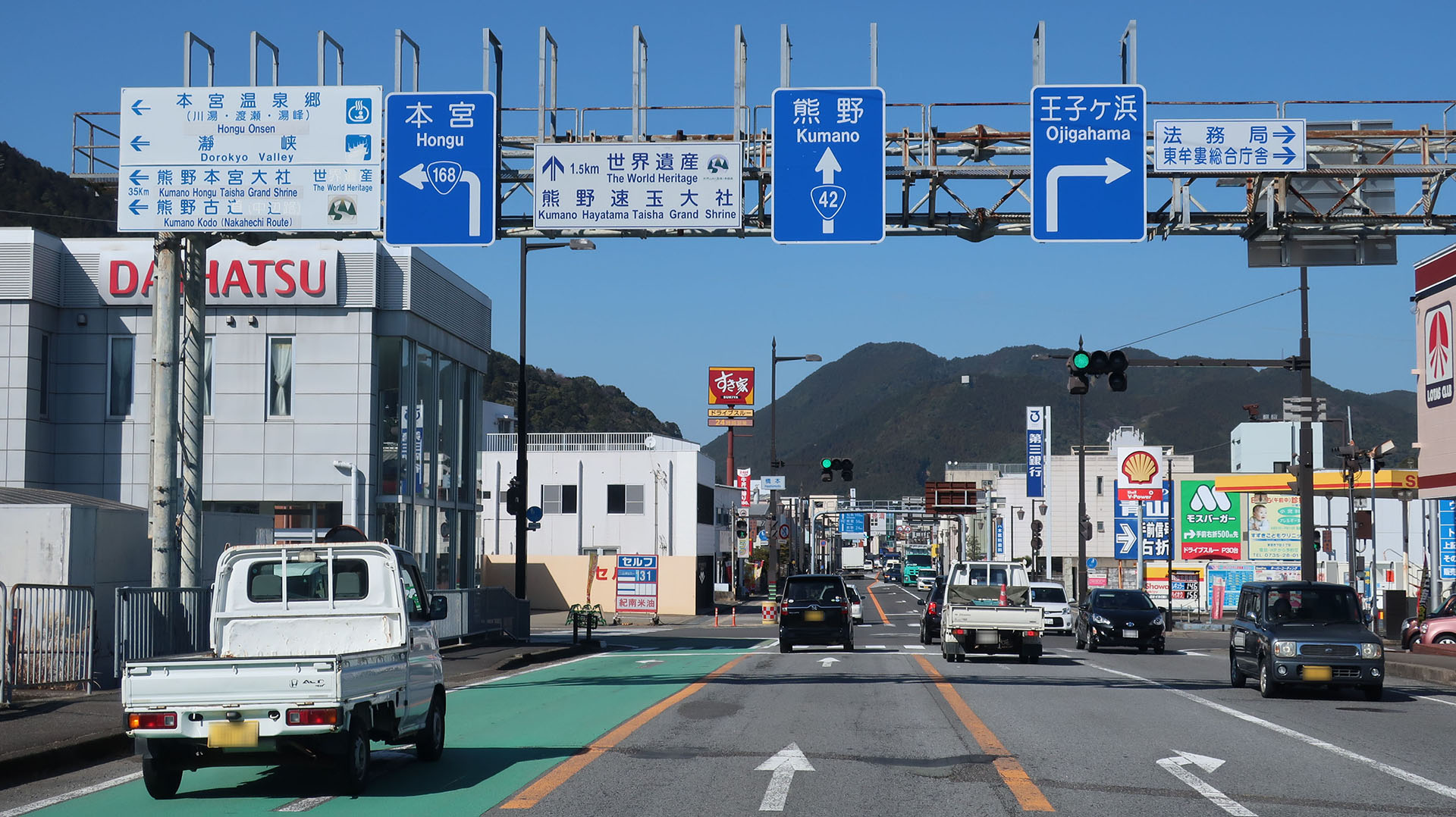
国道169号 終点
和歌山県新宮市 橋本交差点
（国道168号 起点）

国道169号（こくどう169ごう）は、奈良県奈良市から和歌山県新宮市に至る一般国道である。

## 概要

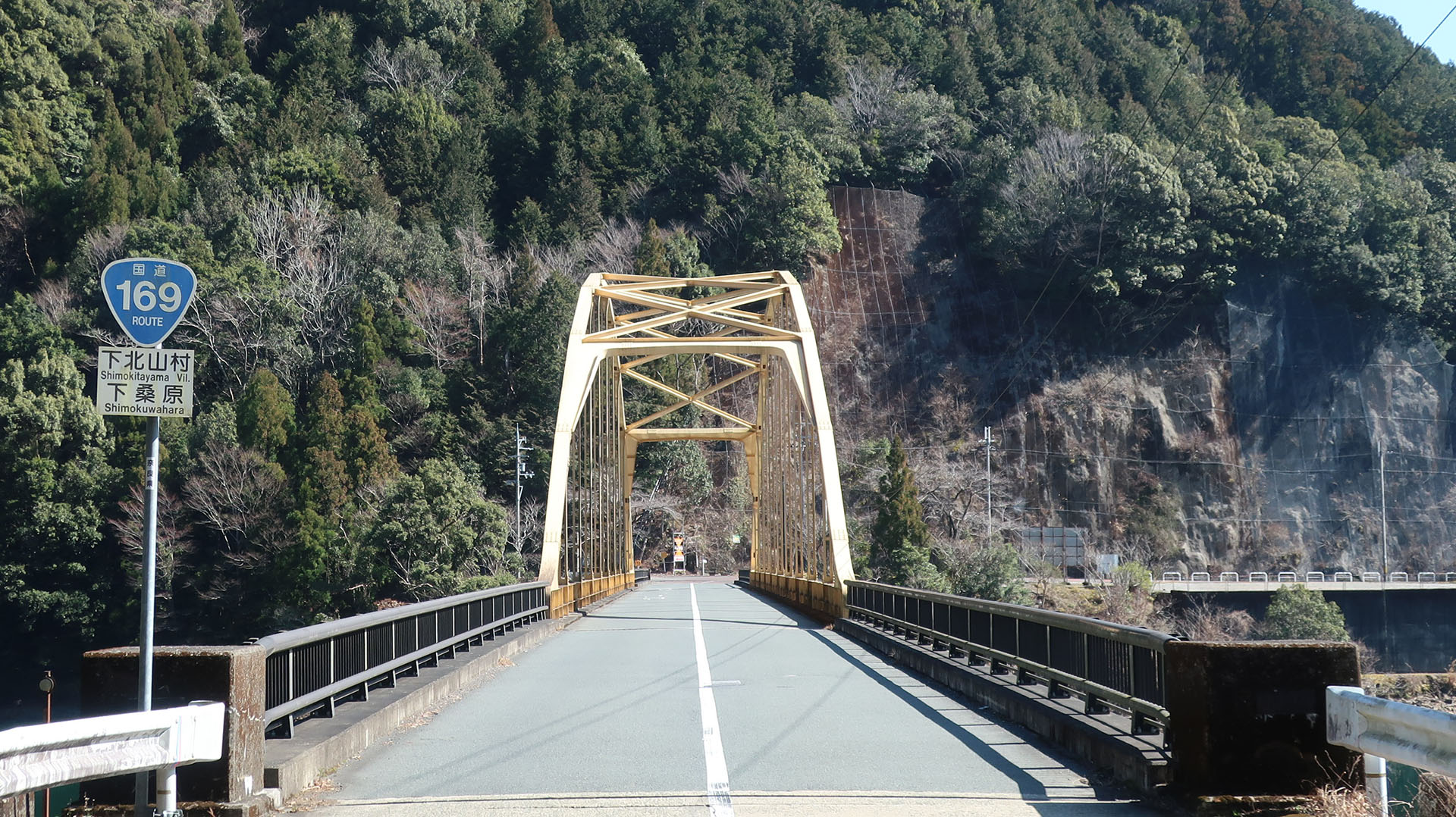
吉野郡下北山村下桑原
（2021年2月撮影）

起点の奈良県奈良市から、中和地域である桜井市、橿原市や高市郡明日香村、高市郡高取町を南下し、同県の南東部に当たる、吉野郡吉野町、吉野郡川上村、吉野郡上北山村、吉野郡下北山村を経由する。その後は、三重県熊野市や、和歌山県の飛地で知られる東牟婁郡北山村を通行し、新宮市熊野川町から先は、国道168号との重複となり、終点新宮市へ至る路線である。
概ね整備されている国道であるが、紀伊半島の険しい山間部を通過するため熊野市以南は未整備の狭隘路が残る。国道42号、国道309号などと併せ、京阪神地区から熊野市や新宮市以南への最短ルートとしても機能している。ただし、吉野郡吉野町から吉野郡下北山村までの区間は冬季に凍結や積雪がある。
沿線には吉野山という日本有数の桜の名所があることから、行楽目的の利用も多くなされる路線である。また、新伯母峰トンネルのすぐ北では大台ケ原への唯一のアクセス道路となっている奈良県道40号大台ケ原公園川上線（大台ヶ原ドライブウェイ）と接続している。
当路線は奈良県の吉野郡十津川村をわずかに通過しているが、同村内の管理者は奈良県ではなく和歌山県（東牟婁振興局新宮建設部）となっている。

### 路線データ
一般国道の路線を指定する政令に基づく起終点および重要な経過地は次のとおり。
- 起点：奈良市（県庁東交差点 = 国道369号交点）
- 終点：新宮市（橋本交差点 = 国道42号交点、国道168号起点）
- 重要な経過地：天理市、桜井市、橿原市、奈良県吉野郡大淀町、同郡吉野町、同郡上北山村、同郡下北山村、熊野市、和歌山県東牟婁郡熊野川町[注釈 3]
- 総延長 : 190.3 km（三重県 11.8 km、奈良県 121.5 km、和歌山県 57.0 km）重用延長を含む。[2][注釈 4]
- 重用延長 : 22.5 km（三重県 - km、奈良県 0.3 km、和歌山県 22.1 km）[2][注釈 4]
- 未供用延長 : なし[2][注釈 4]
- 実延長 : 167.8 km（三重県 11.8 km、奈良県 121.1 km、和歌山県 34.9 km）[2][注釈 4]
  - 現道 : 159.3 km（三重県 11.7 km、奈良県 117.1 km、和歌山県 30.5 km）[2][注釈 4]
  - 旧道 : 4.5 km（三重県 0.1 km、奈良県 - km、和歌山県 4.4 km）[2][注釈 4]
  - 新道 : 4.0 km（三重県 - km、奈良県 4.0 km、和歌山県 - km）[2][注釈 4]
- 指定区間：国道24号と重複する区間（奈良県橿原市・橿原郵便局前交差点 - 兵部町交差点）[3]

## 歴史
道路法（昭和27年法律第180号）に基づく二級国道として初回指定された路線のひとつである。国道指定当初は新宮市から三重県南牟婁郡木本町を経由して大和高田市に至る路線として指定され、当時の起点と終点は二級国道168号と共通していたほか、新宮市から南牟婁郡木本町までは二級国道170号（現在の国道42号の一部）と重複していた。同町からは現在の国道309号の経路で北上していた。1975年（昭和50年）に、熊野市経由から国道168号と重複して和歌山県東牟婁郡熊野川町経由に変更し、旧道のうち熊野市飛鳥町小阪 - 同市五郷町桃崎は1970年（昭和45年）に指定された国道309号の単独区間に、また奈良県吉野郡上北山村 - 同郡大淀町の区間も国道309号が同郡天川村経由に変更された。その後、1993年（平成5年）には奈良市から橿原市にかけての区間を編入することで、現在の国道169号の区間となった。

### 年表
- 1953年（昭和28年）5月18日 - 二級国道169号新宮木本大和高田線（新宮市 - 三重県南牟婁郡木本町[注釈 5] - 大和高田市）として指定施行[4]。
- 1960年（昭和35年）6月20日 - 政令改正により路線名が「新宮熊野大和高田線」に変更。
- 1965年（昭和40年）4月1日 - 道路法改正により一級・二級区分が廃止されて一般国道169号として指定施行[1]。
- 1975年（昭和50年）4月1日 - 新宮市から熊野市にかけての経路を変更[5]。
- 1993年（平成5年）4月1日 - 起終点を入れ替えて起点側を延伸し、一般国道169号（奈良市 - 新宮市）として指定施行[6]。
- 2023年（令和5年）12月23日 - 奈良県下北山村内で法面が崩落。乗用車が巻き込まれた[7]。同箇所は地すべり対策を講じた後、2024年6月28日から片側交互通行で仮復旧[8]。本復旧としてトンネル化するバイパス事業開始。

### 2007年の大規模災害
2007年（平成19年）1月30日7時30分頃、奈良県吉野郡上北山村西原付近で大規模な土砂崩れが発生し、通行していた乗用車1台が巻き込まれ3名が死亡した。当該区間は斜面の地盤がかなりもろくなっている事が判明したことから復旧工事には2か月以上を要したが、同年4月20日の17時より通行止めを解除し、暫定的に片側交互通行となった。引きつづき恒久的な災害復旧工事が行われ、同年9月28日には対面交通による通行が可能となった。だが、この災害が起きたことによって上北山道路が建設されることとなり、現在では和佐又トンネルによって災害箇所を迂回することが出来る。

## 路線状況

### 通称
- 天理街道(奈良県奈良市・県庁東交差点 - 奈良県桜井市・谷交差点)
- 東熊野街道

### 道路改良

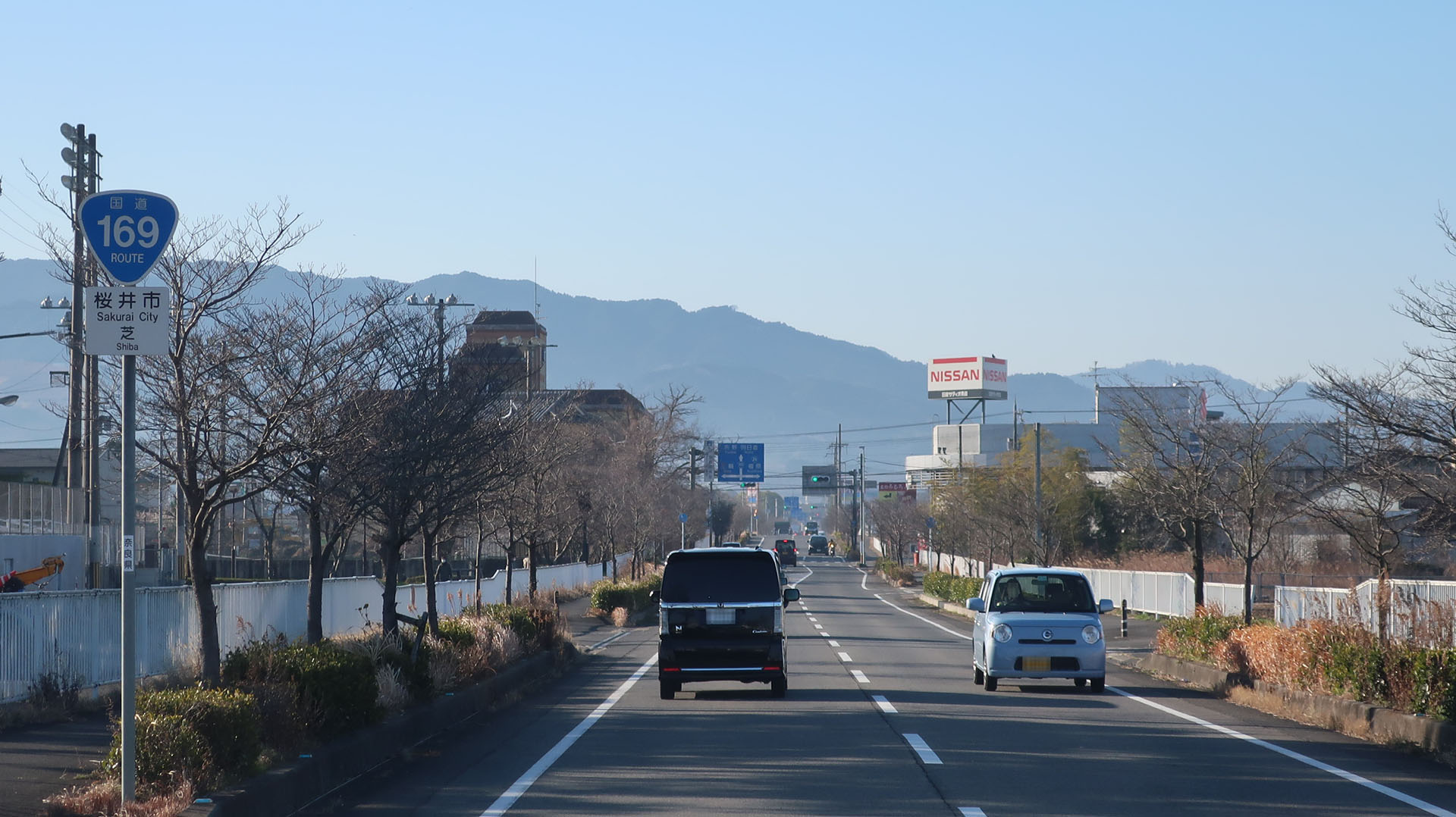
桜井バイパス
奈良県桜井市芝

桜井バイパス
桜井（さくらい）バイパスは、奈良県桜井市箸中から同市上ノ庄に至るバイパス道路である。全長は2,083 m、車線数は2車線である。
県により事業化され、2003年（平成15年）3月に全線の供用を開始した。
高取バイパス
高取（たかとり）バイパスは、奈良県高市郡高取町兵庫から同町清水谷に至るバイパス道路である。全長は3.4 km、第3種第2級、2車線、60 km/hで設計されている。1998年度（平成10年度）に事業化された。一部の区間が2012年（平成24年）に供用しており、2025年度（令和7年度）には全線開通する予定である。
伯母谷道路
伯母谷（おばたに）道路は、奈良県川上村伯母谷に建設されたバイパス道路。2003年（平成15年）1月に完成供用。
伯母峯峠道路
伯母峯(おばみね)峠道路は、奈良県川上村伯母谷と、上北山村西原の間で事業中のバイパス道路。1966年に全通した現行の新伯母峰峠トンネル(1964m)が老朽化し、建築限界が不足しているため新たに2.9kmのトンネルを含む道路を作ることにより改良する事業である。2016年より国の権限代行事業として進められており、2018年12月に起工式が行われた。
上北山道路
上北山（かみきたやま）道路は、奈良県吉野郡上北山村大字西原に建設されたバイパス道路。全長は1.1 km。うち0.9 kmは和佐又トンネルが占める。前述の2007年の大規模災害が発生したことに伴い事業化。2012年（平成24年）3月に完成供用。
 下北山村前鬼～上池原 災害復旧権限代行
池原湖沿いの当該区間はそれ以前より、線形が悪くがけ崩れも頻発しており、改良が要望されていたが2023年12月に、2台の車が巻き込まれ死者、重傷者各一名と6ヶ月の全面通行止め被害をもたらした崩落災害が発生し、それを受け、2.8kmの上池原トンネル(仮称)を含む2.9kmの別線で本格復旧を行う直轄権限代行事業として事業化。2025年6月15日起工式開催。　
竹原拡幅
竹原（たけはら）拡幅は、和歌山県東牟婁郡北山村七色から同村竹原に至る区間の道路改良事業。全長は1.2 km、2車線で設計されている。
奥瀞道路
奥瀞（おくとろ）道路は、和歌山県東牟婁郡北山村小松から同県新宮市熊野川町玉置口に至る道路。
北山村から新宮市熊野川町にかけての国道169号における交通不能区間を解消し、北山川の瀞峡に沿って通る狭隘・線形不良区間かつ災害多発区間における諸問題（災害発生による経済損失の解消および該当区間・地域東西軸の経済発展）の抜本的解決を図るため、バイパス道路および現道改良区間として、国土交通省の直轄事業区間として建設・改良工事が進められている。
線形不良区間および異常気象時通行規制区間についてはトンネルおよび橋梁で該当区間を迂回し、現道活用が可能な区間については現道の拡幅改良を行い、併せて法面対策を行うとしている。
I期区間
- 区間：和歌山県東牟婁郡北山村小松 - 和歌山県新宮市熊野川町玉置口

（途中で奈良県吉野郡十津川村神下を経由）
- 路線長：約6.3 km
- 2008年（平成20年）7月に供用済

供用前は徒歩でしか通行できない、車では通行不能だった区間が含まれる。1996年（平成8年）7月30日に通行不能だった区間の供用を開始。国道169号最長の瀞峡トンネル（延長2,049 m）がI期最後の開通区間となった。
II期区間
- 区間：和歌山県新宮市熊野川町玉置口 - 和歌山県新宮市熊野川町九重

（途中で奈良県吉野郡十津川村竹筒を経由）
- 路線長：約5.2 km
- 2015年（平成27年）9月13日供用開始

III期区間
- 区間：和歌山県東牟婁郡北山村下尾井 - 和歌山県東牟婁郡北山村小松
- 路線長：約3.5 km

宮井バイパス
宮井（みやい）バイパスは、和歌山県新宮市熊野川町九重から同市熊野川町四滝に至るバイパス道路である。全長は2.1 km、車線数は2車線（幅員11.0 m）である。
当バイパス区間のうち、同年6月15日、四瀧トンネルを含む区間が貫通し、2008年（平成20年）7月12日に同トンネル (1.2 km) を含む1.3 kmの供用を開始した。さらに2009年（平成21年）3月、残りの0.1 kmも供用開始されたことにより全線が開通した。
その他
国道169号と国道168号の分岐点付近で熊野川を渡る宮井大橋は、2009年度（平成21年度）より架け替え事業が開始、新しい橋は2015年（平成27年）8月30日に開通した。

### 重複区間

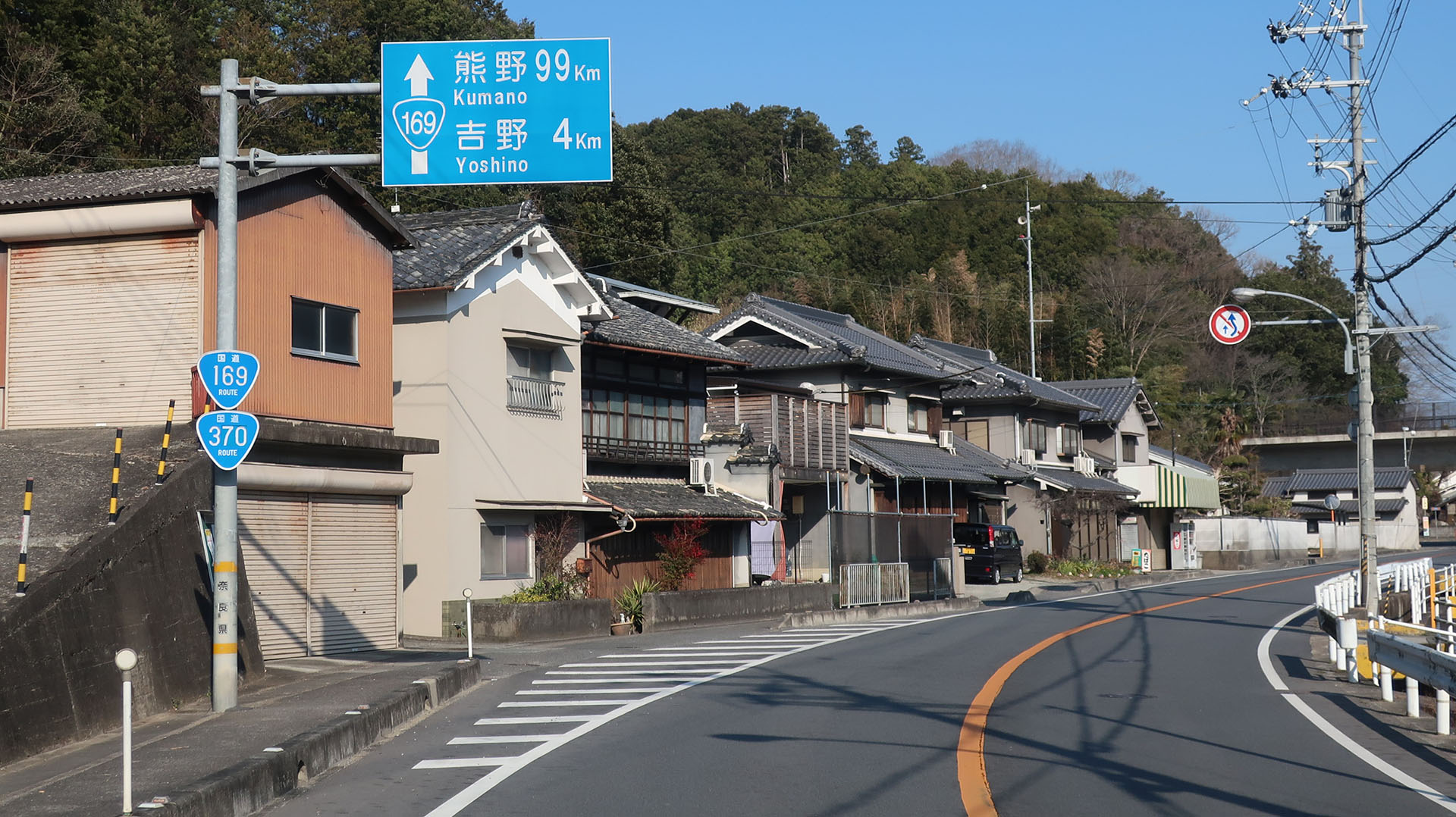
国道370号との重複区間
奈良県吉野郡大淀町新野

- 国道25号（奈良県天理市・川原城町交差点 - 天理市・勾田町交差点）
- 国道165号・国道166号（奈良県桜井市・谷交差点 - 橿原市・兵部町交差点）
- 国道24号（奈良県橿原市・橿原郵便局前交差点 - 橿原市・兵部町交差点）
- 国道370号（奈良県大淀町・土田交差点 - 吉野町・宮滝大橋北詰交差点）
- 国道309号（奈良県上北山村西原天ヶ瀬 - 三重県熊野市五郷町桃崎）
- 国道311号（奈良県十津川村竹筒（たけとう） - 和歌山県新宮市熊野川町宮井）
- 国道168号（和歌山県新宮市熊野川町宮井 - 終点）

### 道路施設

#### トンネル
- 芦原トンネル・新芦原トンネル（770 m、706 m）
- 五社トンネル（1,360 m）
- 新伯母峰トンネル（1,964 m）
- 和佐又トンネル（924 m）
- 東野トンネル（1,389 m）
- 瀞峡トンネル（2,049 m）
- 四瀧トンネル（1,212 m） - 2007年（平成19年）6月15日に貫通[28]。なお、仮称は宮井トンネルであった。

#### 道の駅
- 奈良県
  - 飛鳥（高市郡明日香村）
  - 吉野路 大淀iセンター（吉野郡大淀町）
  - 杉の湯 川上（吉野郡川上村）
  - 吉野路 上北山（吉野郡上北山村）
  - きなりの郷 下北山（吉野郡下北山村）（道の駅としては2026年（令和8年）度オープン予定）[31]
- 和歌山県
  - おくとろ（東牟婁郡北山村）
  - 瀞峡街道 熊野川（新宮市）

## 地理

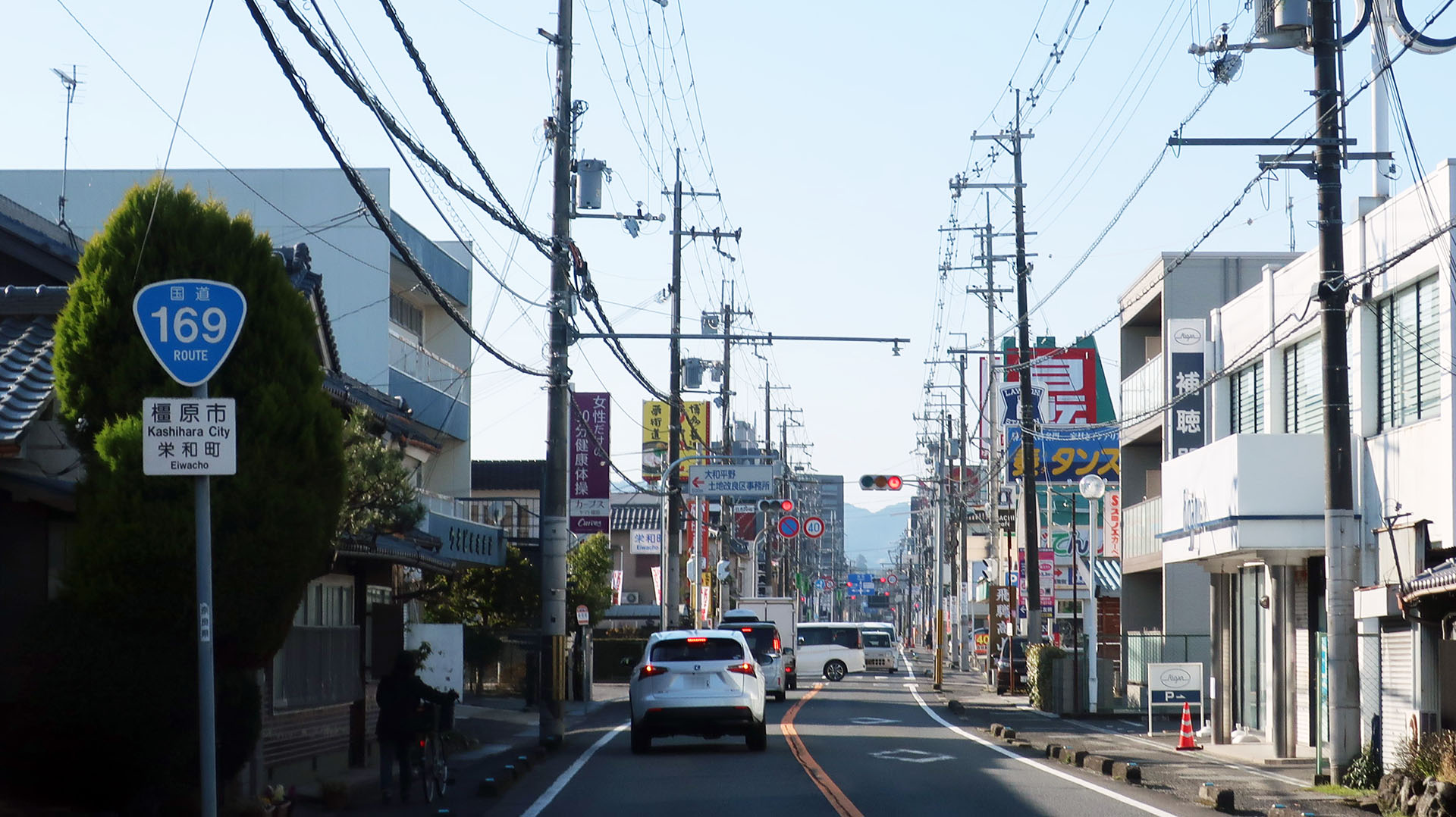
奈良県橿原市御坊町
（2021年2月撮影）

### 通過する自治体
- 奈良県
  - 奈良市 - 天理市 - 桜井市 - 橿原市 - 高市郡明日香村 - 高市郡高取町 - 吉野郡大淀町 - 吉野郡吉野町 - 吉野郡川上村 - 吉野郡上北山村 - 吉野郡下北山村
- 三重県
  - 熊野市
- 和歌山県
  - 東牟婁郡北山村
- 奈良県
  - 吉野郡十津川村
- 和歌山県
  - 新宮市

### 交差する道路
| 交差する道路                                                           | 交差する場所 | 交差する場所 | 交差する場所 | 交差する場所         | 備考                                           |
| ---------------------------------------------------------------------- | ------------ | ------------ | ------------ | -------------------- | ---------------------------------------------- |
| 国道369号〈登大路〉                                                    | 奈良県       | 奈良市       | 奈良市       | 県庁東               |                                                |
| 奈良県道80号奈良名張線                                                 | 奈良県       | 奈良市       | 奈良市       | 福智院北             |                                                |
| 奈良県道41号奈良大和郡山線                                             | 奈良県       | 奈良市       | 奈良市       | 古市町南             |                                                |
| 奈良県道51号天理環状線                                                 | 奈良県       | 奈良市       | 奈良市       | （窪之庄町）         |                                                |
| 奈良県道51号天理環状線                                                 | 奈良県       | 奈良市       | 奈良市       | 窪之庄南             |                                                |
| 西名阪自動車道天理IC 国道25号〈名阪国道〉天理IC 奈良県道51号天理環状線 | 奈良県       | 天理市       | 天理市       | 天理インターチェンジ |                                                |
| 国道25号                                                               | 奈良県       | 天理市       | 天理市       | 川原城町             | ※ここから天理市勾田町まで国道25号と重複        |
| 国道25号                                                               | 奈良県       | 天理市       | 天理市       | 勾田町               |                                                |
| 奈良県道36号天理王寺線                                                 | 奈良県       | 天理市       | 天理市       | 三昧田               |                                                |
| 奈良県道51号天理環状線                                                 | 奈良県       | 天理市       | 天理市       | 佐保庄               |                                                |
| 奈良県道51号天理環状線                                                 | 奈良県       | 天理市       | 天理市       | 大和神社前           |                                                |
| 奈良県道51号天理環状線                                                 | 奈良県       | 天理市       | 天理市       | （柳本町）           |                                                |
| 奈良県道50号大和高田桜井線                                             | 奈良県       | 桜井市       | 桜井市       | 巻野内               |                                                |
| 奈良県道50号大和高田桜井線・                                           | 奈良県       | 桜井市       | 桜井市       | 箸中                 |                                                |
| 奈良県道14号桜井田原本王寺線                                           | 奈良県       | 桜井市       | 桜井市       | 春日神社前           | ※〈桜井バイパス〉交点。                        |
| 国道165号                                                              | 奈良県       | 桜井市       | 桜井市       | 谷                   | ※ここから橿原市橿原郵便局前まで国道165号と重複 |
| 奈良県道15号桜井明日香吉野線                                           | 奈良県       | 桜井市       | 桜井市       | 阿部                 |                                                |
| 国道24号                                                               | 奈良県       | 橿原市       | 橿原市       | 橿原郵便局前         | ※ここから橿原市兵部町まで国道24号と重複        |
| 国道24号                                                               | 奈良県       | 橿原市       | 橿原市       | 兵部町               |                                                |
| 国道165号〈四条道路〉・〈橿原バイパス〉                                | 奈良県       | 橿原市       | 橿原市       | 小房                 |                                                |
| 奈良県道35号橿原高取線                                                 | 奈良県       | 高市郡       | 高取町       | 下土佐               |                                                |
| 国道370号                                                              | 奈良県       | 吉野郡       | 大淀町       | 土田                 |                                                |
| 奈良県道15号桜井明日香吉野線                                           | 奈良県       | 吉野郡       | 大淀町       | 美吉野橋北詰         |                                                |
| 奈良県道39号五條吉野線                                                 | 奈良県       | 吉野郡       | 大淀町       | 吉野大橋北詰         |                                                |
| 奈良県道39号五條吉野線                                                 | 奈良県       | 吉野郡       | 吉野町       | 桜橋北詰             |                                                |
| 奈良県道15号桜井明日香吉野線                                           | 奈良県       | 吉野郡       | 吉野町       | 河原屋西             |                                                |
| 奈良県道28号吉野室生寺針線                                             | 奈良県       | 吉野郡       | 吉野町       | 河原屋               |                                                |
| 奈良県道39号五條吉野線                                                 | 奈良県       | 吉野郡       | 吉野町       | 宮滝                 |                                                |
| 国道370号                                                              | 奈良県       | 吉野郡       | 吉野町       | 宮滝大橋北詰         |                                                |
| 奈良県道40号大台ケ原公園川上線                                         | 奈良県       | 吉野郡       | 川上村       | （伯母谷）           |                                                |
| 国道309号                                                              | 奈良県       | 吉野郡       | 上北山村     | （西原）             |                                                |
| 国道425号                                                              | 奈良県       | 吉野郡       | 下北山村     | 池原                 |                                                |
| 国道425号                                                              | 奈良県       | 吉野郡       | 下北山村     | 上池原               |                                                |
| 国道309号                                                              | 三重県       | 熊野市       | 熊野市       | （五郷町桃崎）       |                                                |
| 和歌山県道52号御浜北山線                                               | 和歌山県     | 東牟婁郡     | 北山村       | （大沼）             |                                                |
| 国道311号                                                              | 奈良県       | 吉野郡       | 十津川村     | （竹筒）             |                                                |
| 国道168号                                                              | 和歌山県     | 新宮市       | 新宮市       | （熊野川町宮井）     | ※ここから新宮市橋本まで国道168号と重複         |
| 和歌山県道44号那智勝浦熊野川線                                         | 和歌山県     | 新宮市       | 新宮市       | 神丸                 |                                                |
| 国道42号                                                               | 和歌山県     | 新宮市       | 新宮市       | 橋本                 |                                                |

※ 交差する場所の括弧書きは地名、それ以外は交差点名・インターチェンジ名で表示。